# Diogenes von Oinoanda
Diogenes von Oinoanda (griechisch Διογένης ὁ Οἰνοανδέας Diogénēs ho Oinoandéas) war ein Grieche aus der Stadt Oinoanda in Lykien (Kleinasien). Er ist der Autor einer Inschrift aus dem 2. Jahrhundert, die als die größte Inschrift der Antike gilt, obwohl sie nur in Fragmenten erhalten ist. Sie enthält einen umfangreichen Abriss der Lehre des Philosophen Epikur. 

## Zur Person
Die Inschrift zeigt, dass ihr Verfasser sich in der epikureischen Lehre gut auskannte. Als begeisterter Anhänger des Epikureismus wollte Diogenes im hohen Alter dafür sorgen, dass diese Philosophie möglichst vielen Menschen bekannt werde. Daneben ging es ihm offenkundig auch um den eigenen Nachruhm. Er muss ein sehr wohlhabender Mann gewesen sein. Sonst ist über ihn nichts bekannt.
Möglicherweise ist er identisch mit einem gewissen Flavianus Diogenes, einem römischen Bürger aus Oinoanda, der aus anderen Inschriften bekannt ist. Außerdem gibt es die Vermutung, dass Diogenes von Oinoanda mit dem Autor Diogenes Laertios identisch sein könnte, doch wird dies von den meisten Forschern abgelehnt.

## Die Inschrift

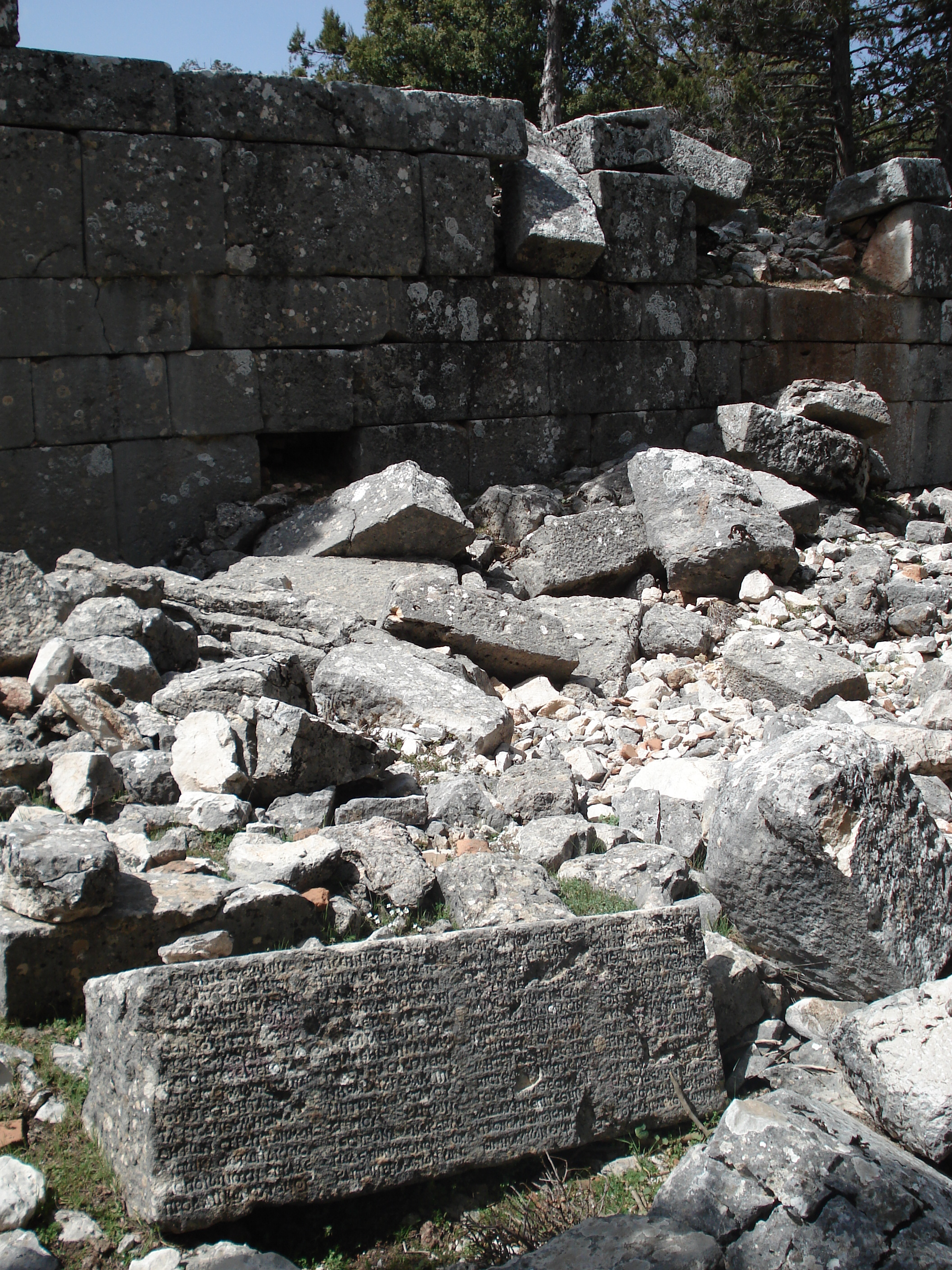
Ein Fragment der philosophischen Inschrift am Fundort (2010)

Die griechische Inschrift wurde an der Rückwand einer Stoa an der Agora angebracht, die bereits im Hellenismus errichtet worden war. Sie ist nur in Bruchstücken erhalten geblieben und zu etwa 20 % bekannt. Ursprünglich war sie ca. 60 bis 80 Meter lang und umfasste wohl 25.000 bis 30.000 Wörter in mehr als 120 Textspalten. Damit ist sie die größte bekannte Inschrift der antiken Welt. Aber auch wegen des philosophischen Textes handelt es sich um ein einzigartiges Denkmal.

### Datierung
Als Entstehungszeit der Inschrift wurde lange Zeit meist die zweite Hälfte des 2. Jahrhunderts n. Chr. angenommen. Nach neueren Forschungen, die sich auf Namen, die auf inzwischen neu gefundenen Fragmenten der Inschrift erwähnt werden, und auf die Form der verwendeten Buchstaben beziehen, kommt aber eher das erste Viertel des 2. Jahrhunderts in Frage. Eine Minderheit von Forschern plädiert bereits für eine Entstehung im späten Hellenismus, also den letzten Jahrzehnten vor Christi Geburt: In diesem Fall wäre die Inschrift nicht erst nachträglich auf der Stoa angebracht worden, sondern direkt nach der Errichtung der Säulenhalle.

### Inhalt
Die Inschrift umfasste in etwa folgende Texte (die genaue Zuweisung der erhaltenen Fragmente ist teils umstritten):
- Eine Einleitung, in der Diogenes seine Wendung zur Philosophie und die Anbringung der Inschrift erklärt.
- Diogenes’ Abhandlung Über die Natur, d. h. die Prinzipien der epikureischen Physik und Weltsicht.
- Diogenes’ Abhandlung über Ethik unter dem (erhaltenen) Titel Diogenes von Oinoandas Auszug über die Affekte und die Handlungen.
- Diogenes’ lange Abhandlung Über das Alter, die das Greisenalter gegen die üblichen Vorwürfe verteidigt.
- Einen Brief des Diogenes an einen gewissen Antipatros über die unendliche Zahl der Welten, in dem Diogenes die schon in der Antike oft angegriffene epikureische Lehre verteidigt, dass es unendlich viele Welten (κόσμοι, kosmoi) gebe.
- Einen Brief an seine Mutter, vielleicht in der traditionellen Form einer Trostschrift, von dem v. a. ein Abschnitt über die Bedeutung von Träumen erhalten ist.
- Das Testament des Diogenes sowie einen offenen Brief an seine Freunde, in denen er vom Leben Abschied nimmt und erneut die Anbringung der Inschrift erwähnt.
- Diverse Maximen und Sentenzen Epikurs, die teils auch in anderen Quellen überliefert, teils nur hier belegt sind.

Ein im Juli 2008 gefundenes Fragment enthält eine Auseinandersetzung mit den Lehren Platons über die Erschaffung der Welt und die Unvergänglichkeit des Kosmos.

### Bedeutung
Die Diogenes-Inschrift ist mit Abstand die größte und längste philosophische Inschrift der Antike. Sonstige antike Inschriften mit einem philosophischen Text befinden sich in der Regel auf einem einzigen Stein.
Die Inschrift bezeugt, dass der Epikureismus im 2. Jahrhundert n. Chr. noch eine bedeutsame Bewegung war. Verschiedene Details dieser Lehre sind einzig in der Inschrift des Diogenes überliefert. Darüber hinaus ist es erstaunlich, dass Diogenes in seiner abgelegenen Polis ein so immenses Werk zusammenstellen konnte.
Die Inschrift war so angebracht, dass Vorübergehende sie leicht lesen konnten. Sie stellt wohl den bedeutsamsten aus der Antike bekannten Versuch dar, Philosophie „für alle“, die lesen konnten, zugänglich zu machen, waren geschriebene Bücher doch relativ teuer. In der Einleitung heißt es (Frg. 2 Chilton, col. IV–VI):

„Außerdem ist es richtig und billig, auch jenen Menschen zu helfen, die nach uns leben werden (gehören doch auch sie zu uns, obwohl sie noch nicht geboren sind), und schließlich gebietet die Menschlichkeit, auch den zu uns kommenden Fremden Hilfe zu gewähren. Da also die Hilfe, welche diese Inschrift leisten soll, eine beträchtliche Zahl von Menschen betrifft, habe ich beschlossen, die hilfreichen Heilmittel [der epikureischen Lehre] allgemein zugänglich zu machen.“

### Archäologie

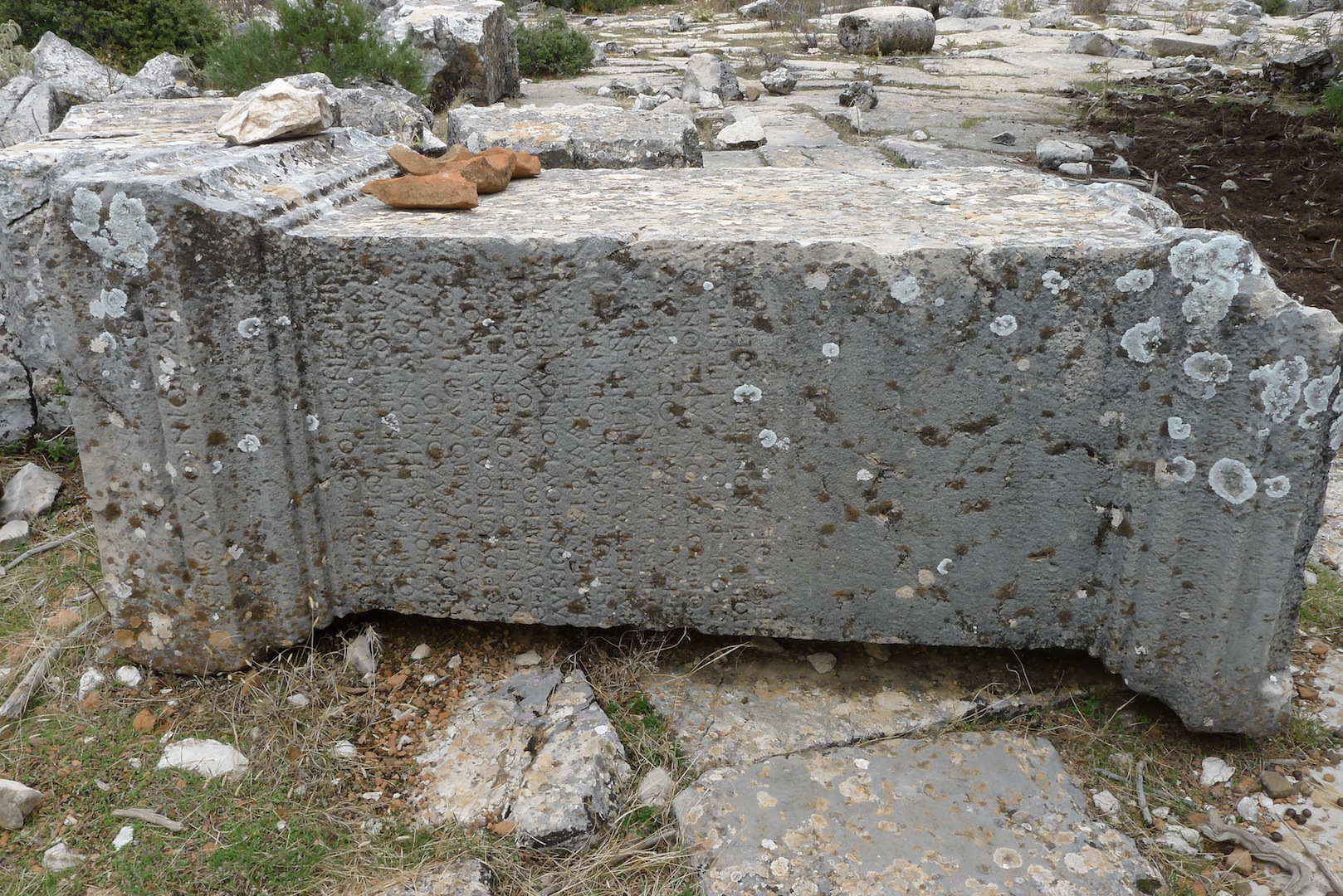
Eine Inschriftenstele mit einer Erwähnung des Diogenes in den Ruinen von Oinoanda

Die Säulenhalle wurde später zerstört, vielleicht schon bei einem Erdbeben 140/141 n. Chr. Möglicherweise wurde sie auch erst in der Spätantike wegen des heidnischen Charakters der Inschrift zerstört. Die Steinblöcke mit der Inschrift wurden an verschiedenen Stellen als Baumaterial wiederverwendet (sogenannte Spolien), viele wurden bei der Neuerrichtung der Agora verbaut.
Die Ruinenstadt Oinoanda liegt auf einem entlegenen Berggipfel, sie ist bis heute touristisch nicht erschlossen und nur querfeldein erreichbar. Deshalb dauerte es lange, bis man sie entdeckte und erforschte. Die Stadtanlage wurde in den 1840er Jahren von britischen Forschungsreisenden entdeckt und identifiziert, ein erster Plan erschien 1847. Die Inschrift des Diogenes wurde 1884 entdeckt. Bis 1985 wurden insgesamt 88 Fragmente entdeckt.
1986 begann Martin Ferguson Smith mit seiner Forschungsarbeit, er fand 38 neue Fragmente. Ein 1974 beginnender langjähriger Survey des British Institute at Ankara beschäftigte sich erstmals näher mit der Stadtanlage und den Bauten. Zugleich wurden zahlreiche Inschriften gefunden, darunter weitere Diogenes-Fragmente, die von Martin Ferguson Smith nach und nach publiziert wurden. Die Zahl der neueren Diogenes-Funde stieg damit auf 86. Das Archäologische Museum Fethiye führte 1997 eine Grabung durch, die von Smith geleitet wurde.
Von 2007 bis 2012 betrieb die Abteilung Istanbul des Deutschen Archäologischen Instituts gemeinsam mit dem Kölner Gräzisten Jürgen Hammerstaedt vor Ort systematische Forschungen, um Oinoanda archäologisch weiter zu erschließen und noch mehr Inschriften zu finden. Martin Bachmann stieß im Juli 2008 auf 26 neue Fragmente der Diogenes-Inschrift. Die Neufunde wurden jährlich von Hammerstaedt und Martin Ferguson Smith publiziert. Insgesamt wurden während des DAI-Projekts fast 100 neue Fragmente der Diogenes-Inschrift gefunden und dokumentiert. Am Ende waren 299 Diogenes-Fragmente bekannt. Davon wurden 177 in einem neu errichteten einbruchsicheren Depotgebäude untergebracht.

## Ausgaben, neuere Fragmente und Übersetzungen
in chronologischer Ordnung
- Cecil W. Chilton (Hrsg.): Diogenes Oenoandensis – Fragmenta. Teubner, Leipzig 1967, DNB 456463763 (griechischer Text mit lateinischer Einleitung, Rekonstruktion, einem Faksimile sowie griechischem Index)
- Diogenes of Oenoanda: The Fragments. Hrsg. v. Cecil W. Chilton, Oxford 1971 (englische Übersetzung mit ausführlicher Einleitung und Kommentar)
- Griechische Atomisten. Texte und Kommentare zum materialistischen Denken der Antike. Übers. und hrsg. von Fritz Jürß, Reimar Müller und Ernst Günther Schmidt. Reclam, Leipzig 1977. ISBN 3-379-00245-3 (deutsche Übersetzung der meisten damals bekannten Fragmente auf S. 427–450)
- Diogenes von Oinoanda: The Epicurean inscription. Edited with introduction, translation, and notes by Martin Ferguson Smith. Neapel 1993. ISBN 88-7088-270-5.
- Martin Ferguson Smith: The philosophical inscription of Diogenes of Oinoanda (= Tituli Asiae Minoris. Ergänzungsbände. Band 20). Wien 1996. ISBN 3-7001-2596-8
- Diogenes of Oinoanda: The Epicurean inscription. Supplement. Edited with introduction, translation, and notes by Martin Ferguson Smith. Neapel 2003, ISBN 88-7088-441-4

Neuere Fragmenteditionen
- Martin Ferguson Smith: In Praise of the Simple Life: A New Fragment of Diogenes of Oinoanda. In: Anatolian Studies. Band 54, 2004, S. 35-46. (Zu New Fragment 136)
- Jürgen Hammerstaedt: Zum Text der epikureischen Inschrift des Diogenes von Oinoanda. In: Epigraphica Anatolica. Band 39, 2006, S. 1–48 (PDF)
- Martin Ferguson Smith, Jürgen Hammerstaedt: The Inscription of Diogenes of Oinoanda. New Investigations and Discoveries (NF 137–141). In: Epigraphica Anatolica. Band 40, 2007, S. 1–11  (PDF)
- Jürgen Hammerstaedt, Martin Ferguson Smith: Diogenes of Oinoanda: The Discoveries of 2008 (NF 142–167). In: Epigraphica Anatolica. Band 41, 2008, S. 1–37 (PDF)
- Jürgen Hammerstaedt, Martin Ferguson Smith: Diogenes of Oinoanda: The Discoveries of 2009 (NF 167–181). In: Epigraphica Anatolica. Band 42, 2009, S. 1–38  (PDF)
- Jürgen Hammerstaedt, Martin Ferguson Smith: Diogenes of Oinoanda: The Discoveries of 2010 (NF 182–190). In: Epigraphica Anatolica 43 (2010) 1–29 (PDF)
- Jürgen Hammerstaedt, Martin Ferguson Smith: Diogenes of Oinoanda: The Discoveries of  2011 (NF 191–205, and Additions to NF 127 and 130). In: Epigraphica Anatolica 44 (2011) 79–114 (PDF)
- Jürgen Hammerstaedt, Martin Ferguson Smith: Diogenes of Oinoanda: New Discoveries of 2012 (NF 206–212) and new light on „old“ fragments. In: Epigraphica Anatolica 45 (2012) 1–37 (PDF)
- Jürgen Hammerstaedt, Bianca Hinter-AlHasan: First Investigations of the three-dimensional scans of the Epicurean inscription of Diogenes of Oinoanda. In: Epigraphica Anatolica 46 (2013) 57–67 (PDF)
- Jürgen Hammerstaedt, Martin Ferguson Smith: The Epicurean inscription of Diogenes of Oinoanda. Ten years of new discoveries and research. Habelt, Bonn 2014. – Rez. von: Holger Essler (online); Tiziano Dorandi (online).
- Jürgen Hammerstaedt, Martin Ferguson Smith: New Research at Oinoanda and a new fragment of the Epicurean Diogenes (NF 213). In: Epigraphica Anatolica 49 (2016) 109–125 (PDF)